# Сан Педро де ла Пас
Сан Педро де ла Пас е град в Чили. Населението на града е 80 447 души (по преброяване от 2002 г.).